# Laß, Fürstin, laß noch einen Strahl

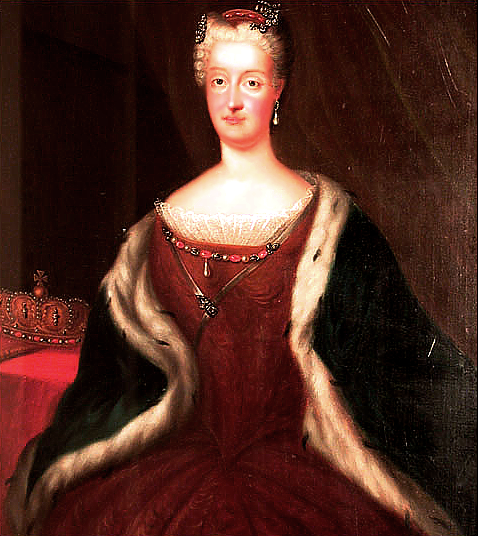
Christiane Eberhardine de Brandebourg-Bayreuth

Laß, Fürstin, laß noch einen Strahl (Laisse, princesse, laisse encore un rayon) (BWV 198) est une cantate de Jean-Sébastien Bach, sous forme d'oraison funèbre dans la tradition luthérienne, composée à Leipzig en 1727.

## Circonstances de l'écriture
Lorsque, le 5 septembre 1727, Christiane Eberhardine, fille du margrave de Brandebourg-Bayreuth, mourut à l'âge de 57 ans, l'émotion fut grande parmi ses sujets, qui se souvenaient qu'elle avait refusé de se convertir au catholicisme, lorsque son époux, Friedrich-August I de Saxe, quant à lui, le fit pour accéder au trône de Pologne. Retirée à Pretzsch (petite ville, point de départ de la Réforme luthérienne), elle vécut de 1697 à 1727 dans la fidélité au luthéranisme.
Leipzig, haut lieu de la Réforme, décréta un deuil de quatre mois. À l'occasion de ses obsèques, le jeune chevalier de 23 ans Hans Carl von Kirchbach, alors étudiant et membre de la société académique Deutsche Gesellschaft (de) à l’université de Leipzig, proposa une oraison funèbre de sa plume et de faire interpréter une ode funèbre (« Trauer-Ode ») lors de la cérémonie du 17 octobre en l’église Saint-Paul.
Kirchbach commanda la musique à Jean-Sébastien Bach, Kantor de l'église Saint-Thomas – lésant au passage Johann Gottlieb Görner, organiste responsable de la musique à Saint-Paul, donc de la musique cérémonielle – et le texte au doyen de la Deutsche Gesellschaft, Johann Christoph Gottsched (1700-1766).
La cantate fut écrite en deux semaines, terminée le 15 octobre 1727, et fut exécutée « à la manière italienne » (c'est-à-dire que l'on double la basse continue d'un clavecin) avec Bach au clavecin, des étudiants de l'université aux instruments et le Thomanerchor.
Johann Christoph Gottsched goûtait peu les textes religieux, ce qui explique qu'il n'ait écrit que deux livrets pour Bach. La Trauer-Ode ne comprend donc aucune citation biblique, et suit une rythmique iambique particulière à la poésie allemande. Le schéma des rimes est abba-cdde.

## Instrumentation et structure
La cantate, en deux parties, est orchestrée pour deux flûtes traversières, deux hautbois d'amour, deux violons, alto, basse continue, deux luths, deux violes de gambe et quatre solistes vocaux (soprano, alto, ténor et basse) et chœur à quatre voix.
Cette œuvre ample compte 10 mouvements :
- Première partie
  - 1 chœur en si mineur : Laß, Fürstin, laß noch einen Strahl
  - 2 récitatif accompagné (soprano) en fa mineur : Dein Sachsen, dein bestürztes Meißen
  - 3 aria (soprano) en si mineur : Verstummt, verstummt, iht holden Saiten!
  - 4 récitatif accompagné (alto) en sol majeur : Der Glocken bebendes Getön
  - 5 aria (alto) en ré majeur : Wie starb die Heldin so vergnügt!
  - 6 récitatif accompagné (ténor) en sol majeur : Ihr Leben ließ die Kunst zu sterben
  - 7 chœur en si mineur : An dir, du Fürbild großer Frauen

- Seconde partie
  - 8 aria (ténor) en mi mineur : Der Ewigkeit saphirnes Haus
  - 9 récitatif accompagné (basse) en sol majeur : Was wunder ists? Du bist es wert
  - 10 chœur en si mineur : Doch, Königin! du stirbest nich

## Postérité
Jean-Sébastien Bach dut être particulièrement satisfait de son travail, puisqu'il le réutilisa (afin de le sauver de l'oubli auquel le condamnait son statut d'œuvre de circonstance) :
– les deux chœurs (introduction et fin) dans la « Trauer-Musik » BWV 244a pour les funérailles du prince Leopold d’Anhalt-Cöthen
– tous les chœurs et arias dans sa Passion selon saint Marc (selon l'hypothèse la plus probable, la partition ayant été perdue).

## Sources
- Commentaires particulièrement complets sur cette cantate
- Gilles Cantagrel, Les Cantates de J.-S. Bach, Paris, Fayard, mars 2010, 1665 p.  (ISBN 978-2-213-64434-9)